# Société de Saint-Vincent-de-Paul
La Confédération internationale de la Société de Saint-Vincent-de-Paul (SSVP) est une organisation de bienfaisance catholique laïque, dirigée par des bénévoles, et fondée à Paris en 1833 par un groupe de laïcs catholiques parmi lesquels Frédéric Ozanam, déclaré bienheureux par le pape Jean-Paul II. Elle est active dans 153 pays, dont en France par l'intermédiaire de la Société de Saint-Vincent de Paul, association française reconnue d'utilité publique.

## Introduction
Depuis le XIXe siècle, dans le monde entier, la Société de Saint-Vincent-de-Paul déclare qu’elle a pour objectif d'aider les pauvres afin de soulager leurs souffrances et de promouvoir leur dignité et leur intégrité humaines. La Société dit agir dans une charité de proximité grâce à l’effort de plus de 800 000 bénévoles dans 153 pays ; ces bénévoles s’occupent chaque année de près de 17 000 000 de personnes dans chaque coin du monde en faisant face à tous types de besoins. Ils participent à l'aide humanitaire lors de catastrophes naturelles, telles que le séisme du 26 décembre 2004 dans l'océan Indien ou lors de tremblements de terre ou bien en situations de guerre comme les crises du Proche-Orient. En même temps, les près de 50 000 conférences (noms des groupes de bénévoles) assurent un service permanent dans le monde entier, au cœur même de leur quartier, commune ou paroisse, en luttant contre toutes formes de misères et de pauvreté et en aidant des millions de personnes défavorisées sans discrimination d'âge, de genre ou de religion.
Le conseil général international de la SSVP a déposé la plupart de son fonds d'archives aux Archives nationales sous la cote 31 AS.
Le fonds d'archives de la Société Saint-Vincent-de-Paul de Montréal est, quant à lui, conservé au centre d'archives de Montréal nommé Bibliothèque et Archives nationales du Québec.

## Historique et origines
L’organisation a été fondée à Paris, le 23 avril 1833, par six jeunes universitaires, regroupés autour d'Emmanuel-Joseph Bailly de Surcy avec une volonté commune, l'exercice de la charité par la visite à domicile des familles pauvres. Grâce à l’appui de la bienheureuse sœur Rosalie Rendu, qui appartenait à la congrégation des  Filles de la Charité et présidait à la distribution des secours dans le quartier de la rue Mouffetard, ils passèrent à l'action. Sur son influence et sur proposition de Jean-Léon Le Prévost (futur fondateur des Religieux de Saint-Vincent-de-Paul), l’organisation a pris officiellement et naturellement, en février 1834, saint Vincent de Paul (1581-1660) pour patron, s’inspirant de la pensée et de l’œuvre de ce saint, connu comme le « père de la charité » pour son dévouement aux pauvres et aux malheureux. Dès son origine, le petit groupe adopta pour se nommer le terme de « conférence » qui désignait alors les réunions studieuses de jeunes gens se réunissant dans la maison de Bailly, place de l'Estrapade. Cette première conférence de charité était connue et encouragée par le curé de l’église Saint-Étienne-du-Mont, paroisse des premiers fondateurs. Frédéric Ozanam suggère : « Ne parlons pas tant de charité, faisons-la ».
La Société de Saint-Vincent-de-Paul se reconnaît sept fondateurs : ce sont Emmanuel-Joseph Bailly de Surcy (1794-1861) et les six étudiants suivants : Frédéric Ozanam (1813-1853), béatifié le 22 août 1997 par Jean-Paul II ; Auguste Le Tallandier (1811-1886) ; François Lallier (1814-1887) ; Paul Lamache (1810-1892) ; Félix Clavé (1811-1853) et Jules Devaux (1811-1880). Cette liste officielle s'appuie sur un récit qui avait été demandé à quelques-uns des premiers membres selon leurs souvenirs.
Le chiffre de huit est cependant trouvé, d'abord dans les discours  prononcés à Florence, le 30 janvier 1853, puis à Livourne, le 1er mai 1853 par Frédéric Ozanam devant les confrères italiens, mais Ozanam incluait un membre qui a toujours affirmé avoir été admis  peu après la fondation. Plus tard, Louis Baunard reprend ce chiffre de huit qu'il emprunte probablement aux discours de Frédéric Ozanam, mais il n'en identifie que six (Bailly n'est pas cité), et évoque deux autres personnes dont « les noms n'auraient pas été retrouvés ». Le nom de Léonard Gorse (1808-1901) apparait dans d'autres sources : une biographie de cet avocat précise qu' « il participa à l’œuvre naissante des Conférences de Saint-Vincent-de-Paul » ; et ailleurs : « il eut l'honneur d´être l'un des huit fondateurs de l'œuvre admirable des Conférences de Saint-Vincent-de-Paul »,.
Dès 1833, le groupe s'élargit : Gustave Colas de La Noue (1812-1838), Emmanuel de Condé, Charles Hommais (1813-1894), Henri Pessonneaux (1812-1869), Amand Chaurand (1813-1896), etc. sont rapidement admis ; les conférences se multiplient à Paris (elles prennent le nom de la paroisse sur laquelle leurs membres se rassemblent) comme en province : à Nîmes en 1835 avec Léonce Curnier (1813-1894), à Lyon en 1836 et probablement à Tulle avec Léonard Gorse (1808-1901). À Lille, la Société est fondée en 1838 par Charles Kolb-Bernard.
La Société de Saint-Vincent-de-Paul est définitivement instituée avec l'acceptation de son règlement le 8 décembre 1835.

## Développement dans le monde
- 1835 : Nîmes
- 1836 : Lyon, Rennes, Nantes
- 1837 : Dijon
- 1838 : Lille[17]
- 1842 : Rome (Italie)
- 1843 : Belgique, Écosse, Irlande
- 1844 : Angleterre
- 1846 : Allemagne, Pays-Bas, Grèce, Turquie, États-Unis, Mexique
- 1847 : Suisse, Canada
- 1850 : Espagne
- 1859 : Argentine
- 1863 : Hong Kong

27 ans après sa fondation, la Société comptait 2 500 Conférences dans le monde et réunissait 50 000 membres. Son budget représentait environ 4 millions de francs de l’époque. En 2013, la Société est présente dans 140 pays et le nombre de ses membres est estimé à 800 000.

## Mission et objectifs
Depuis sa fondation, l’organisation a toujours été dirigée, uniquement et exclusivement, par des laïcs catholiques collaborant avec la hiérarchie de l’Église catholique mais agissant de manière indépendante. Cette organisation est constituée et dirigée par des bénévoles, dans leur grande majorité, laïcs catholiques, qui consacrent une partie de leur temps à la Société.
Leurs actions englobent plusieurs domaines dans lesquels le plus important est le contact personnel avec les personnes seules ou défavorisées auxquelles ils viennent en aide sans discrimination de genre, origine, croyances religieuses, milieu social ou ethnique, état de santé, culture et opinions politiques. Ce sont des projets d’accueil et d’assistance sociale, de formation, d’éducation et de développement personnel. La Société mène à bien des structures sanitaires, des centres de l’enfance et de jeunes, tels que des écoles et des centres de formation professionnelle ; des hospices, des centres pour mères célibataires ou femmes en difficultés, de même que des centres pour la réhabilitation de personnes emprisonnées ; des instituts pour les handicapés physiques et mentaux ; des aides pour les victimes de la violence, de catastrophes et de guerres ; des services d’assistance et d’appui pour les malades en phase terminale, alcooliques et drogués ; des programmes pour familles en difficultés. Elle travaille dans la réalité des divers pays dans lesquels elle est établie, grâce à des actions respectant leurs traditions et leur culture, jusqu’à ce que la personne aidée puisse subvenir à ses besoins par elle-même.
Les deux piliers indissociables de la démarche des bénévoles de la SSVP sont la charité de proximité et la spiritualité.
En 2013, la Société de Saint-Vincent-de-Paul fête le bicentenaire de son fondateur, Frédéric Ozanam, et ses 180 ans de charité à travers le monde.

## Structure
Elle est dotée des statuts et de la règle de la Confédération internationale de la Société de Saint-Vincent-de-Paul, précisant la vocation, l’organisation et la mission de cette dernière.
Organes officiels de l’Association :
-	Groupes de base, qui ont conservé la dénomination originale de « Conférences de Saint-Vincent-de-Paul ».
Les Conférences sont unies dans le monde entier par une règle et des statuts en commun et d’autres statuts, spécifiques et adaptés aux circonstances sociales et légales de chaque pays. Ces unités de base sont reconnues par le Conseil Général de la Confédération Internationale de la Société, qui leur octroie une lettre d’agrégation. Les conférences locales se réunissent fréquemment, toutes les semaines ou tous les quinze jours, pour planifier et discuter de leur travail concernant les défavorisés dans leur communauté locale. Chaque Conférence ou Conseil doit avoir, au minimum, un président, élu pour un temps déterminé, un vice-président, un secrétaire et un trésorier, nommés par le président élu, de même qu’un conseiller spirituel qui, dans la plupart des cas, est un prêtre de la paroisse à laquelle la Conférence appartient.
-	Au-dessus des Conférences, existe une structure à plusieurs niveaux, en fonction du pays, ayant des Conseils Supérieurs (de zones géographiques régionales et nationales) qui soutiennent et coordonnent les travaux des Conférences et des œuvres sociales.
Les membres respectifs élisent tous les présidents des Conseils et des Conférences de manière démocratique. Ils sont, à tous les niveaux, des bénévoles. Une petite équipe de personnel rémunéré appuie la majorité des conseils nationaux/supérieurs.
-	Le Conseil Général de la Confédération Internationale de la Société de Saint-Vincent-de-Paul est constitué par le président général et par les présidents des conseils nationaux (supérieurs ou assimilés), qui se réunissent en Assemblée Générale Internationale tous les six ans. Il a également des réunions plus concentrées (celles du Comité exécutif international en représentation de la plupart des membres de la Confédération et celles de la Section Permanente qui est constituée par des membres ayant des délégations spécifiques au nom de la Confédération) deux fois par an. Le Bureau du Conseil Général se réunit tous les deux mois. Le Conseil général fournit la direction nécessaire aux conseils nationaux et répond aux pétitions d’aides pour les projets de développement, qui viennent des conseils nationaux de la SSVP du monde entier.
-	La Confédération fait partie de la Famille Vincentienne.
Le siège de la Confédération internationale se trouve au 65 rue de la Glacière, 75013 Paris (France). Depuis 2016, son président général est le brésilien Renato Lima de Oliveira.

### Articles liés
- Joseph Painchaud (philanthrope)
- Frédéric Ozanam